# Lygistopterus chiapensis
Lygistopterus chiapensis es una especie de escarabajo de alas de red perteneciente a la familia Lycidae.